# Naoki Ishibashi
Naoki Ishibashi (japanisch 石橋 直希 Ishibashi Naoki; * 14. Mai 1981 in der Präfektur Saitama) ist ein ehemaliger japanischer Fußballspieler.

## Karriere
Seinen ersten Vertrag unterschrieb er 2000 bei den Yokohama FC. Der Verein spielte in der dritthöchsten Liga des Landes, der Japan Football League. 2000 wurde er mit dem Verein Meister der Japan Football League und stieg in die J2 League auf. Für den Verein absolvierte er vier Ligaspiele. 2002 wechselte er zum Ligakonkurrenten Sagan Tosu. Für den Verein absolvierte er 15 Ligaspiele. Im August 2003 wechselte er zum Drittligisten ALO's Hokuriku. Für den Verein absolvierte er 92 Ligaspiele. Ende 2006 beendete er seine Karriere als Fußballspieler.